# Ljublju li tebja?
Ljublju li tebja? (Люблю ли тебя?) è un film del 1934 diretto da Sergej Apollinarievič Gerasimov. Il film è andato perduto.